# Латук ядовитый
Латук ядовитый (лат. Lactuca virosa) — вид травянистых растений рода Латук (Lactuca) семейства Астровые (Asteraceae).

## Ботаническое описание
Двулетнее травянистое растение, схожее с видом Lactuca serriola, но более высокое — оно может достигать 200 см. Имеет более крепкий стебель и листья более пурпурного цвета, листья менее разделены, но более раскидистые, подобно Mycelis muralis, но с более чем 5 соцветиями.
Семянка пурпурно-чёрная, без щетинок на кончике. Папус такой же, как у Lactuca serriola.
В северном полушарии цветёт с июля по сентябрь.

## Распространение и экология
Вид широко распространён на большей части Центральной и Южной Европы. Вид также встречается в Пакистане (Пенджаб), Индии и Австралии, где произрастает в дикой природе.
В Северную Америку вид был завезён в Калифорнию, Алабаму, Айову и Вашингтон. Произрастает в диком виде в других частях континента.

## История
Вид использовался в XIX веке врачами в качестве альтернативы опиуму. В 1911 году в Великобритании было проведено обширное исследование вида. В результате было обнаружено два химических вещества: лактукопикрин и лактуцин.
Используется в народной медицине.

## Фармакология
Из экстракта выделений стебля Lactuca virosa можно получить латекс, а также масла и экстракты, которые обладают седативными свойствами.
Вид содержит флавоноиды, кумарины и N-метил-β-фенэтиламин. Из Lactuca virosa было выделено множество других химических соединений. Одно из соединений, лактуцин, является агонистом аденозиновых рецепторов in vitro, а другое, лактукопикрин, действует как ингибитор ацетилхолинэстеразы in vitro.